# 愛媛県道42号久万中山線
愛媛県道42号久万中山線（えひめけんどう42ごう くまなかやません）は、愛媛県上浮穴郡久万高原町から伊予市に至る県道（主要地方道）である。

## 概要
愛媛県上浮穴郡久万高原町露峰と伊予市中山町中山を結ぶ。

### 路線データ
- 起点：上浮穴郡久万高原町露峰（国道380号交点）
- 終点：伊予市中山町中山（国道56号交点）

## 歴史
- 1993年（平成5年）5月11日 - 建設省から、県道久万中山線が久万中山線として主要地方道に指定される[1]。

## 路線状況

### 重複区間
- 国道379号（伊予郡砥部町総津 - 喜多郡内子町上田渡）

## 地理

### 通過する自治体
- 上浮穴郡久万高原町
- 喜多郡内子町
- 伊予郡砥部町
- 喜多郡内子町
- 伊予郡砥部町
- 伊予市

### 交差する道路
- 国道380号（起点）
- 愛媛県道220号上尾峠久万線（上浮穴郡久万高原町二名）
- 国道379号（伊予郡砥部町総津）
- 国道379号（喜多郡内子町上田渡）
- 愛媛県道223号中山砥部線（伊予市中山町出渕）
- 国道56号（伊予市中山町中山丑、終点）

### 沿線にある施設など
- 久万高原町立父二峰小学校
- 内子町立田渡小学校 ※（国道379号重複区間）
- 砥部町立高市小学校
- 愛媛県立中山高等学校
- 伊予市立中山中学校